# Gordura interesterificada
As gorduras interesterificadas são óleos que foram modificados quimicamente. Gorduras interesterificadas são obtidas a partir  de óleos vegetais líquidos. Consiste basicamente de triacilglicerídeos com a mesma proporção de cadeias saturadas e insaturadas do óleo vegetal que o originou, mas com posições trocadas na cadeias de ácidos graxos esterificadas com o glicerol. 
O processo de interesterificação consiste em misturar óleos vegetais em proporções adequadas, submetê-los ao processo de interesterificação, onde sob ação de um catalisador e condições específicas de processamento, ocorre a reação para produção das gorduras com a consistência para a aplicação a que destina.
Neste processo, a posição das cadeias alquílicas do triacilglicerídeo (gordura) se altera, sem modificar o nível de saturação das cadeias, mantendo o mesmo balanço de cadeias poliinsaturadas e saturadas do óleo vegetal. O reposicionamento das cadeias aumenta o ponto de fusão da gordura, dando o aspecto de creme. 

## Riscos à saúde
Em 2007 diversos fabricantes começaram a substituir a gordura hidrogenada pela gordura interesterificada.  Embora um preocupação inicial com o novo processo, estudos recentes sugerem que devido ao menor teor de gordura saturada e à ausência de gorduras trans, ela tenha menos riscos à saúde que as margarinas produzidas por hidrogenação parcial. Além disso, diversos estudos mostraram uma melhoria dos níveis de marcadores de colesterol no sangue para consumidores de margarina em relação à manteiga, pois a última é mais rica em gordura saturada . Nesse sentido,  a Organização Mundial de Saúde recomenda a substituição do consumo de manteiga por margarina.
A gordura interesterificada resulta da interesterificação dos óleos e tem como objetivo aumentar o ponto de fusão e por conseguinte endurecer os óleos. A interesterificação consiste em alterar a posição dos ácidos gordos nos triglicerídeos e tem grande vantagem sobre a hidrogenação pois não leva à formação indesejável dos ácidos gordos trans. Por isso hoje as margarinas e cremes para barrar são produzidas a partir de óleos vegetais e de uma pequena quantidade de óleo/gordura interesterificada (observação: cremes para barrar equivalem, em português brasileiro, aos cremes usados na cobertura de bolos, pães etc.).